# بوريسلاف توموفسكي
بوريسلاف توموفسكي هو مدرب كرة قدم ولاعب كرة قدم شمال مقدوني في مركز الوسط، ولد في 21 سبتمبر 1972 في إسكوبية في مقدونيا الشمالية. شارك مع منتخب مقدونيا الشمالية لكرة القدم. أما مع النوادي، فقد لعب مع إرتسغيبيرغه آوه وبادربورن 07 وروت فايس إيسن وكيمنتزر ونادي تتكس ونادي فويفودينا وهانزا روستوك.

## وصلات خارجية
- بوريسلاف توموفسكي على موقع قاعدة بيانات كرة القدم.إي يو (الإنجليزية)
- بوريسلاف توموفسكي على موقع بيانات كرة القدم. دي إي (الألمانية)
- بوريسلاف توموفسكي على موقع ناشيونال فوتبول تيمز (الإنجليزية)
- بوريسلاف توموفسكي على موقع عالم كرة القدم.نت (الإنجليزية)